# Lalova, Rezina
Lalova este o localitate în raionul Rezina, Republica Moldova. Ea se află în partea de sud–est a raionului și dispune de resurse ale solului cum ar fi: pietriș, piatră, nisip, lut. Comuna este situată pe malul Nistrului și se întinde pe o suprafață de 11 ha. Bonitatea medie a solului în teritoriul comunei o constituie 69 balo / hectar.

## Istoric
Sat pitoresc cu două biserici. Șoseaua urcă pe lângă satele Slobozia, Horodiște și Mincenii de Jos la drumul național Chișinău-Orhei-Rezina.
Pe timpul dacilor liberi, pe actuala vatră a Lalovei, era un sat aglomerat, care a fost pângărit și ars în timpul invaziei hunilor din a. 376 d. Hr. Tot de pe atunci, pe moșia satului au rămas și trei movile funerare - cimitire ale cotropitorilor hordelor barbare, năvălite de peste Nistru din stepele asiatice.
Letopisețul scris al acestei localități începe încă din timpurile lui Ștefan cel Mare. Lalova a crescut absorbind în sine 3 siliști nistrene străvechi - Ețcani, Stodolna și Cobâleanca. Ocina trecu de la bătrânul Copcici, la nepoata Tatiana. Aflăm despre aceasta din cărțile domnești ștampilate de voievozii Petru Rareș (16 martie 1529) și Iliaș Rareș (3 aprilie 1550).
În 1668 stăpânea satele Lalova și Stodolna vistiernicul Gheorghe Ursachi. La 23 decembrie 1696 domnitorul Antioh Cantemir îi confirmă lui Iordache Rosset dreptul asupra satului Lalova "în hotar cu Stodolna și Horodiște", pe care îl cumpărase având martori pe mitropolitul Sava și boierul Nicolae Donici.
Administrația militară rusă, conform catagrafiei din 1772-1773, înregistra în Lalova 20 de gospodării și 31 capi de familii în Stodolna. În Lalova sunt supuși unui bir cumplit al trupelor țariste de ocupație.
În 1803 Lalova avea 68 de birnici, iar Stodolna - 51, toți în supușenia boierului Răducanu Rosset.
Biserica din Stodolna a fost construită în 1793, iar cea din Lalova cu hramul "Sf. Parascheva" din piatră în 1812.
Între 1812-1821 Zoița Rosetti stăpânea s. Lalova și avea frumoase livezi și mari plantații de tutun, iar boierul Vasile Buzdugan satul Stodolna, el e cel care în 1882 va deveni membru al judecătoriei din Orhei.
În 1835 Lalova trecuse în posesia boierului Constantin Razu, iar în 1851 45 de familii din Lalova și Stodolna și-au părăsit casele și au fugit la Chișinău după câștig după ce s-au răzvrătit și au snopit în bătăi vechilii boierilor. În noapte de 23 aprilie 1852 țăranii, revoltați de lăcomia și brutalitatea noului boier Cușu, au mânat peste Nistru, în gubernia Podolia, toate animalele. Conflictul dintre țărani și boier au durat aproape opt ani și s-a epuizat abia după semnarea unui nou contract, prin care țăranii obținuseră niște concesii și libertăți.
În 1859 Boierul Cușu avea 135 desetine de pădure în Lalova și 81 desetine de pădure în Stodolna. Lui aparținea podul plutitor de peste Nistru și mai avea și o fermă cu cai de rasă.
Zamfir Arbore, renumit istoric și geograf, caracterizează această așezare într-o formă telegrafică: "Lalova, sat în județul Orhei, volostea Izvoara, așezat pe malul Nistrului, ceva mai sus de satul Stodolna, pe un mal abrupt și stâncos. Are 155 de case, cu o populație de 1210 suflete, țărani români".
"Stodolna, sat din județul Orhei, volostea Izvoara, așezat pe malul Nistrului. Trecătoare peste râu cu ajutorul plutei. Are 96 de case cu o populație de 876 de suflete, țărani români. Locuitorii se ocupă cu uscarea prunelor, cari se vând peste Nistru".
În 1923 Lalova avea 235 de gospodării , o curte boierească, moară și oloiniță, 2 școli primare, 5 cârciumi.
Stodolna (Cobâleanca) întrunea 152 de case, o gospodărie boierească cu un atelier industrial, o școală primară și 3 cârciumi. 
Sovieticii după ce au mutat frontiera de pe Nistru pe Prut, au numărat și înregistrat 1259 de locuitori.
În războiul al II-lea mondial Lalova a pierdut 23 de bărbați.
Două valuri de deportări staliniste din 1941 și 1949, au văduvit Lalova cu încă 36 de persoane care au fost duse în regiunile Tomsk și Sverdlovsk.
În 1969 Stodolna a fost declarată oficial contopită cu Lalova, deoarece după crearea zăgazului de la Dubăsari, gospodăriile din lunca Nistrului au fost strămutate pe teritoriul virat dintre aceste două sate.

## Personalități
- Victoria Iftodi (născută la 13 ianuarie 1969) - în 2005 ministru al justiției în RM
- Andrei Hariton (născut la 23 februarie 1933) - savant, matematician, rector a Universității Pedagogice Tiraspol cu sediul în Chișinău.
- Valeriu Balaban (născut la 29 iulie 1961) - fost procuror general al RM
- Pimen Cupcea (născut la 29 august 1896) - fost șampanist (degustător de vinuri spumante) principal al Republicii Moldova, autorul mărcilor de vinuri „Roșu de Purcari” (1964) și „Negru de Purcari” (1967).